# 編舞
編舞是一個舞蹈作品的創作主腦，籍著舞者的身體、音樂及舞台效果，表達不同的意念及美感。編舞負責的不單是動作編排，更重要的是整個作品的概念。
編舞技巧有兩大方向，會在不同情況下組合交替運用：
- 即興舞蹈－編舞家向舞者提供一個概念方向（廣義的指示），讓舞者在一定的規則下自由發展舞步動作，舞者有較大的空間；
- 指定舞步－編舞家為舞者預設安排動作及形式的細節，舞者個人的創作參與較少。

## 著名的編舞家
- 伊莎朵拉·鄧肯
- 瑪莎·葛蘭姆
- 碧娜·鮑許
- 林懷民
- 曹誠淵
- 黎海寧
- 梅卓燕
- 邢亮
- 桑吉加
- 沈偉
- 張勝豐